# Lars Passgård
Lars Passgård, född 14 februari 1941 i Borås, död 16 mars 2003 i Malmö, var en svensk skådespelare och teaterchef.

## Biografi

### Tidiga år och genombrott
Lars Passgård spelade amatörteater i uppväxtorten Smålandsstenar och det var också där som drömmen om att få bli skådespelare föddes.   
Han kom till Stockholm för att skaffa sig utbildning på någon av huvudstadens teaterskolor. Valet föll på Willy Koblancks teaterskola som då hade sina lokaler på Skeppargatan på Östermalm. Efter ett år på skolan uppmuntrade Koblanck honom att fortsätta sin bana som skådespelare och söka till någon elevskola.  
1959 kom Passgård som 18-åring, och yngst i klassen, in vid Malmö stadsteaters elevskola just i sluttampen på det som var teaterns guldålder. Skolans rektor regissören Yngve Nordwall hade en stab av fina medarbetare, inte minst i scenisk framställning där Åke Engfeldt, Rune Turesson och Max von Sydow tillhörde de mest dedicerade lärarna. Som andraårselever var hela klassen 1960 med på scenen i Pär Lagerkvists Midsommardröm i fattighuset med bland andra Naima Wifstrand och Sture Lagerwall.
Passgård blev känd för tevetittarna våren 1961 när han som andraårselev var med i Lasse Holmqvists TV-underhållningsserie om värdshuset Bialitt och varje vecka uppvaktade servitrisen som spelades av elevkamraten Axelle Axell.  
Han filmdebuterade samma år i Ingmar Bergmans film Såsom i en spegel med rollen som Minus. Inspelningen gjordes till stora delar på Fårö på Gotland med Max von Sydow, Gunnar Björnstrand och Harriet Andersson i de tre andra rollerna.
Efter studierna fick alla från elevskolan som ville kontrakt på teatern så Niels Dybeck, Fred Gunnarsson, Ove Stefansson, Marianne Wesén, Christina Stockenberg och Marianne Hedengrahn ingick i stadsteaterns ensemble, även om Passgård bara stannade ett par år inledningsvis. De första åren i Malmö medverkade han i den svenska premiären på Arthur Kopits komedi Stackars pappa, mamma har hängt dig i garderoben och jag känner mig så nere (1962) med Agneta Prytz och gjorde Jerry i Bo Skölds omtalade samtidsdrama Min kära är en ros, som gavs 112 gånger. 
Rollen hos Bergman följdes av bland en roll i Bo Widerbergs långfilmsdebut Barnvagnen, 1963 och Hollywoodfilmen Jagad av agenter samma år.

### TV-teatern och teaterroller
1963–1966 ingick han i TV-teaterensemblen på SR/TV (idag Sveriges Television) där han fick visa framfötterna i en rad uppsättningar. Han spelade älskare till Catrin Westerlund i Wessels komedi Kärlek utan strumpor, Brudgummen i Lorcas Blodsbröder med Margaretha Krook, Sune i Bengt Bratts Nattcafé, Kennet i Arvid Rundbergs Idolen med Erik Hell och Inga Gill, Ingenjören i Hjalmar Söderbergs Aftonstjärnan med elevkamraten från Malmö stadsteater Marianne Wesén som Vivan. Han gjorde Emanuel i Carl Jonas Love Almqvists Drottningens juvelsmycke och titelrollen i Jacques Devals Etienne, båda sändes 1967, och flera andra roller.
Passgård spelade samtidigt med TV-teatern även teater i Stockholm som i komedin Dit peppar’n växer på Alléteatern med Erik Hell, Ove Tjernberg och Lena Söderblom med flera följt av Klaus Rifbjergs revyliknande pjäs Va' ska vi göra? med Catrin Westerlund, Lena Granhagen och Frej Lindqvist på Lilla teatern.
1965 gästade han Stockholms Stadsteater med rollen som Louis de Lorche i Hjalmar Bergmans Chefen fru Ingeborg med Berta Hall i titelrollen.  
Hösten 1967 gästade han Hälsingborgs stadsteater och spelade titelrollen i Marcel Pagnols komedi Marius i med Lis Nilheim som Fanny, där även en ung Stellan Skarsgård gjorde Eldaren.   
Han rönte 1969 stor uppmärksamhet i Danmark med titelrollen i Hamlet på teatern i Ålborg. En föreställning som gavs i 125 utsålda hus och även gästspelade i Paris. Han blev därefter knuten till ensemblen vid Stockholms stadsteater, men fick inga roller och spelade då i stället Romeo i Shakespeares Romeo och Julia på Det Kongelige Teater i Köpenhamn.   
1970-1973 var han vid Dramaten där hans första roll var som Valère i Molières Tartuffe med Jan-Olof Strandberg och Ernst-Hugo Järegård. Han gjorde kung Gustav IV Adolf i Mats Ödeens Oskuld och Arsenik, Dansken i Strindbergs Mäster Olof och våren 1973 spelade han Conny Norin i Yngve Gamlins uppsättning av Pampen med Sigge Fürst och Aino Taube som makarna Pamp.
Innan han lämnade Stockholm hann han spela titelrollen i Strindbergs Erik XIV, med Tord Peterson och Gunnel Broström, som TV-teatern sände i mars 1974. 

### På Malmö Stadsteater
Efter Dramaten återvände han till Malmö och stadsteatern där han i sin rentré gjorde Skinner i Brian Friels irländska drama Fem minuter kvar att leva med Betty Tuvén. Han var därefter med i Per-Olov Enquists och Anders Ehnmarks Chez Nous (1977), sydafrikanen Athol Fugards Bosman och Lena (1980) och spelade Garcin i Sartres Stängda dörrar (1981). Hösten 1982 kreerade han sagoberättaren Hans Christian Andersen i Enquists pjäs Från regnormarnas liv och 1985 gjorde han Arnold i Harvey Fiersteins Det var en lördag afton (The Torch Song Triology) med Håkan Paaske, Birgitta Smiding och Johan Hedenberg med flera.
Han var Malmö stadsteaters dramachef åren 1986–1989. På 1990-talet spelade han bland annat Daniel Hosani i Martin Shermans Ett dårhus i Goa och Mosca i Ben Jonsons elisabetanska komedi Volpone.
1994 blev Malmö stadsteater två institutioner: Malmö Opera och Malmö dramatiska teater. Den senare flyttade till Hippodromen ("Hipp"). I invigningsföreställningen Schroffenstein av Heinrich von Kleist, som regisserades av teaterchefen Staffan Valdemar Holm, gjorde Passgård Trädgårdsmästarens roll. 
Passgårds sista framträdande på Malmöscenen var i Vasasagan (1998) som i bearbetad form bygger på sju av August Strindbergs pjäser om släkten Vasa som regerade i Sverige på 1500-1600-talet. 
Han spelade Sandvikare i TV-serien Offer och gärningsmän (1999) och rollen som Hall i Soldater i månsken (2000), båda i regi av Tomas Alfredson.

### Övrigt
För rollen i Yngve Gamlins Jakten fick han Silverbjörnen vid Berlins filmfestival 1966.
1962 erhöll han Teaterförbundets Daniel Engdahl-stipendium och 1985 fick han Kvällspostens Thaliapris.
Lars Passgård avled 2003 i Malmö efter en tids sjukdom. Han är gravsatt i minneslunden på Limhamns kyrkogård.
Efter hans död instiftade hans mor Elvy Passgård ett teaterstipendium, tillägnat hans minne, att delas ut bland teaterelever vid Teaterhögskolan i Malmö. Totalt tilldelade hon stiftelsen en miljon svenska kronor att förvalta. Stipendiaten ska vara "ung och lovande, talangfull och inriktad på karaktärsskådespel av dramatisk eller komisk art".

## Filmografi
- 1961 – Såsom i en spegel
- 1962 – Dagboken - scener ur tre böcker (kortfilm)
- 1963 – Jagad av agenter
- 1963 – Barnvagnen
- 1963 – Route 66 (TV-serie)
- 1963 – Någon av er
- 1963 – Hittebarnet
- 1964 – Kärlek utan strumpor
- 1964 – Bröllopsbesvär
- 1964 – Henrik IV
- 1964 – Ta hand om Amelie
- 1965 – Blodsbröllop
- 1965 – Nattcafé
- 1965 – Jakten
- 1965 – Idolen
- 1965 – Gustav Vasa
- 1965 – Bödeln
- 1965 – Aftonstjärnan
- 1965 – Hans nåds testamente
- 1966 – Den ödesdigra klockan
- 1966 – Doktor Knock
- 1966 – Ormen
- 1966 – Woyzeck
- 1966 – Kvinnas man
- 1966 – Patrasket
- 1966 – Prinsessan
- 1966 – Nidingen (TV-serie)
- 1967 – Drottningens juvelsmycke (TV-teater)
- 1967 – Candida
- 1967 – Etienne
- 1968 – Spy-killers
- 1968 – Romeo, Julia och mörkret
- 1969 – Förhinder
- 1971 – Ferien
- 1974 – Erik XIV (TV)
- 1991 – Ålder okänd (TV-serie)
- 1998 – Vasasagan
- 1999 – Offer och gärningsmän (TV-serie)
- 2000 – Labyrinten (TV-serie)
- 2000 – Soldater i månsken (TV-serie)
- 2002 – Den femte kvinnan (TV-serie)

## Teater

### Roller (ej komplett)
| År   | Roll          | Produktion                                                                  | Regi               | Teater                   |
| ---- | ------------- | --------------------------------------------------------------------------- | ------------------ | ------------------------ |
| 1960 |               | Midsommardröm i fattighuset                                                 |                    | Malmö Stadsteater        |
| 1961 |               | Drottningens juvelsmycke Carl Jonas Love Almqvist                           |                    | Malmö Stadsteater        |
| 1961 |               | Drömresan                                                                   |                    | Malmö Stadsteater        |
| 1961 |               | Världsomseglaren                                                            |                    | Malmö Stadsteater        |
| 1961 |               | Mäster Olof August Strindberg                                               |                    | Malmö Stadsteater        |
| 1961 |               | Spöket på Canterville Oscar Wilde                                           |                    | Malmö Stadsteater        |
| 1962 |               | Primadonna                                                                  |                    | Malmö Stadsteater        |
| 1962 |               | Min kära är en ros                                                          |                    | Malmö Stadsteater        |
| 1962 |               | Stackars pappa, mamma har hängt dig i garderoben och jag känner mig så nere |                    | Malmö Stadsteater        |
| 1963 |               | Gudomligt fusk                                                              |                    | Malmö Stadsteater        |
| 1963 |               | Dans på bryggan Gardar Sahlberg och Arne Eriksson                           | Olof Thunberg      | Hamburger Börs           |
| 1964 | Dust          | Dit peppar'n växer (High Street China) Richard Kane                         | Håkan Ersgård      | Alléteatern              |
| 1964 | Medverkade    | Va' ska vi göra (Hvad ska vi lave) Klaus Rifbjerg och Jesper Jensen         | Jackie Söderman    | Lilla Teatern            |
| 1965 |               | Chefen fru Ingeborg Hjalmar Bergman                                         |                    | Stockholms stadsteater   |
| 1967 | Marius        | Marius Marcel Pagnol                                                        | Lars Göran Carlson | Helsingborgs stadsteater |
| 1968 |               | Det tysta vapnet                                                            |                    | Malmö Stadsteater        |
| 1971 | Valère        | Tartuffe Molière                                                            | Mimi Pollak        | Dramaten                 |
| 1974 |               | Fem minuter att leva                                                        |                    | Malmö Stadsteater        |
| 1976 |               | Arsenik och gamla spetsar Joseph Kesselring                                 | Andris Blekte      | Malmö stadsteater        |
| 1976 |               | The Sunshine Boys Neil Simon                                                |                    | Malmö Stadsteater        |
| 1977 |               | Fröken Rosita (Blommornas språk)                                            |                    | Malmö Stadsteater        |
| 1977 |               | Chez Nous                                                                   |                    | Malmö Stadsteater        |
| 1978 |               | Harvey Mary Chase                                                           | Anders Bäckström   | Malmö stadsteater        |
| 1979 |               | Det är väl mitt liv? (Whose Life Is It Anyway?) Brian Clark                 | Torsten Sjöholm    | Malmö stadsteater        |
| 1980 |               | Bosman och Lena                                                             |                    | Malmö Stadsteater        |
| 1981 | Joseph Garcin | Stängda dörrar (Huis clos) Jean-Paul Sartre                                 | Folke Sundquist    | Malmö stadsteater        |
| 1981 |               | Fadern August Strindberg                                                    |                    | Malmö Stadsteater        |
| 1981 |               | Blodsbröllop (Bodas de Sangre) Federico García Lorca                        | Eva Sköld          | Malmö stadsteater        |
| 1982 |               | Matiné med lyrik                                                            |                    | Malmö Stadsteater        |
| 1982 |               | Från regnormarnas liv Per Olov Enquist                                      |                    | Malmö Stadsteater        |
| 1984 |               | Doktorn klipper till (Tailleur pour dames) Georges Feydeau                  | Andris Blekte      | Malmö stadsteater        |
| 1984 |               | Har ni sett Butlern? (Pass the Butler) Eric Idle                            | Lennart Olsson     | Malmö stadsteater        |
| 1985 | Arnold        | Det var en lördag afton (Torch Song Trilogy) Harvey Fierstein               | Ronnie Hallgren    | Malmö stadsteater        |
| 1987 |               | Jaktscener från Nedre Bayern Martin Sperr                                   | Magnus Bergquist   | Malmö stadsteater        |
| 1989 |               | I gycklarnas tid                                                            |                    | Malmö Stadsteater        |
| 1989 |               | Slaget vid Lepanto                                                          |                    | Malmö Stadsteater        |
| 1989 |               | Lulu                                                                        |                    | Malmö Stadsteater        |
| 1990 |               | Ett dårhus i Goa Martin Sherman                                             | Göran Stangertz    | Malmö stadsteater        |
| 1992 |               | Repetitionen eller Den straffade kärleken                                   |                    | Malmö Stadsteater        |
| 1993 |               | Volpone                                                                     |                    | Malmö Stadsteater        |
| 1993 |               | Mamma, pappa, barn - det familjära våldets historia                         |                    | Malmö Stadsteater        |
| 1994 |               | Schroffenstein                                                              |                    | Malmö Stadsteater        |
| 1994 |               | Lulu                                                                        |                    | Malmö Stadsteater        |
| 1995 |               | Jekyll och Hyde                                                             |                    | Malmö Stadsteater        |
| 1995 |               | Förväxlingar (The Comedy of Errors) William Shakespeare                     |                    | Malmö Stadsteater        |
| 1995 |               | Paradisets barn                                                             |                    | Malmö Stadsteater        |
| 1996 |               | Blod Lars Norén                                                             | Göran Stangertz    | Malmö stadsteater        |
| 1997 | Henry         | Magisk cirkel Per Olov Enquist                                              | Kajsa Bramsvik     | Malmö Stadsteater        |
| 1997 |               | Den kaukasiska kritcirkeln (Der kaukasische Kreidekreis) Bertolt Brecht     | Alexander Öberg    | Malmö Stadsteater        |
| 1998 |               | Vasasagan August Strindberg                                                 |                    | Malmö Stadsteater        |

### Fotnoter
1. ↑  ”Lars Passgård gör svensk-dansk comeback i TV”. Kvällsposten. 17 mars 1979.
2. 1 2 3  ”Lars Passgård”. Svensk Filmdatabas. Arkiverad från originalet den 3 mars 2014. https://web.archive.org/web/20140303211431/http://sfi.se/sv/svensk-filmdatabas/Item/?type=PERSON&itemid=66431&iv=BIOGRAPHY. Läst 4 augusti 2012.
3. ↑  ”Lars Passgård död”. Sveriges Radio. http://sverigesradio.se/sida/artikel.aspx?programid=83&artikel=200311. Läst 4 augusti 2012.
4. ↑  ”Lars Passgård”. Svenskagravar.se. http://www.svenskagravar.se/index.php/sok_resultat?mode=norm&DISTRIKT=&FOR_NAMN=Lars&EFTER_NAMN=Passg%C3%A5rd&FODELSE_DATUM=&DODS_DATUM=&ORDER_BY=Fornamn&ORDER_DIRECTION=ASCENDING. Läst 4 augusti 2012.
5. ↑  ”Lars Passgård-stipendiat på Teaterhögskolan i Malmö”. Lunds Universitet. Arkiverad från originalet den 19 april 2013. https://archive.is/20130419014201/http://www.lu.se/o.o.i.s/31031. Läst 4 augusti 2012.
6. ↑  ”Teaterannons”. Dagens Nyheter:  s. 46. 4 juni 1963. https://arkivet.dn.se/tidning/1963-06-04/149/46. Läst 18 juli 2018.
7. ↑  Bengt Jahnsson (5 september 1964). ”Revy mellan två stolar”. Dagens Nyheter:  s. 16. https://arkivet.dn.se/tidning/1964-09-05/11166-241/14. Läst 19 juli 2025.
8. ↑  Barbro Hähnel (12 oktober 1967). ”Hälsingborg: Lagom osentimentalt”. Dagens Nyheter:  s. 22. https://arkivet.dn.se/tidning/1967-10-12/277/22. Läst 10 juni 2018.
9. ↑  Ruth Halldén (27 augusti 1978). ”Tandlös mumie”. Dagens Nyheter:  s. 12. https://arkivet.dn.se/tidning/1978-08-27/231/12. Läst 13 februari 2022.
10. ↑  Bengt Jahnsson (28 januari 1981). ”Sartre i Malmö: Ändlös plåga i svart kub”. Dagens Nyheter:  s. 16. https://arkivet.dn.se/tidning/1981-01-28/26/16. Läst 13 februari 2022.